# Pan Tadeusz (film 1928)
Pan Tadeusz − polski czarno-biały film niemy z 1928, zrealizowany na podstawie epopei Adama Mickiewicza z 1834 pod tym samym tytułem. Film wyreżyserował Ryszard Ordyński, scenariusz napisali Andrzej Strug oraz Ferdynand Goetel. Premiera odbyła się w listopadzie 1928.
Przez wiele lat dzieło uważano za zaginione, dopiero w 2006 odnaleziono dużą część nakręconego materiału. W 1999 reżyser Andrzej Wajda dokonał drugiej ekranizacji poematu, również pod tym samym tytułem.

## Obsada
- Wojciech Brydziński − Adam Mickiewicz
- Stanisław Knake-Zawadzki − sędzia Soplica
- Jan Szymański − Jacek Soplica (ksiądz Robak)
- Mariusz Maszyński − hrabia
- Leon Łuszczewski − Tadeusz Soplica
- Helena Sulimowa − Telimena
- Zofia Zajączkowska − Zosia
- Paweł Owerłło − podkomorzy
- Helena Górska-Brylińska − podkomorzyna
- Rena Hryniewiczówna − podkomorzanka
- Mura Starkówna − podkomorzanka
- Wiesław Gawlikowski − wojski Hreczecha
- Janina Klimkiewiczowa − wojszanka
- Marian Jednowski − Gerwazy Rębajło
- Ludwik Fritsche − Protazy
- Ajzyk Samberg − Jankiel
- Józef Zejdowski − Konewka
- Jerzy Janowski − Brzytewka
- Henryk Weise − Szydełko
- Mikołaj Lewicki − Buchman
- Józef Śliwicki − stolnik
- Felicja Pichor-Śliwicka – stolnikowa
- Iza Bellina – stolnikówna Ewa
- Marian Palewicz − generał Jan Henryk Dąbrowski
- Józef Trębicki − generał Karol Otto Kniaziewicz
- Bolesław Horski − major Płut
- Józef Maliszewski − kapitan Nikita Rykow
- Henryk Rzętkowski − sierżant Gont

## Produkcja
Ordyński nakręcił film w 1928, m.in. w majątku Czombrów nieopodal Świtezi (obecnie na Białorusi), gdzie dzieciństwo spędzał Adam Mickiewicz. Filmowcy wykorzystali również plenery zespołu pałacowego w Radziejowicach. Nad scenografią, kostiumami i rekwizytami filmowymi czuwał zespół konsultantów, a w scenach batalistycznych wziął udział 1 Pułk Szwoleżerów Józefa Piłsudskiego oraz 4 Pułk Ułanów Zaniemeńskich.

## Wydanie filmu
Oficjalna premiera dzieła miała miejsce 9 listopada 1928 w Warszawie z udziałem prezydenta Ignacego Mościckiego i marszałka Józefa Piłsudskiego. W ówczesnej prasie Pana Tadeusza zapowiadano jako „epopeję filmową nieśmiertelnego dzieła Adama Mickiewicza”, obraz rocznicowy, „superprodukcję realizowana na dziesięciolecie niepodległości Polski”. Projekt okazał się dla twórców sukcesem komercyjnym, ciesząc się wielkim powodzeniem w stolicy. Premiera zapoczątkowała obchody dziesięciolecia niepodległości Polski.
Film zaginął w czasie II wojny światowej. W latach 50. XX wieku odnaleziono fragmenty filmu o łącznej długości czterdziestu dwóch minut. W 2006 we Wrocławiu odnaleziono kolejne fragmenty, dzięki czemu udało się zrekonstruować cyfrowo około stu dwudziestu minut, bardzo zniszczonego, trwającego oryginalnie ponad trzy godziny filmu.
9 listopada 2012 w warszawskim kinie Iluzjon miała miejsce premiera zrekonstruowanej wersji filmu wzbogaconego o muzykę skomponowaną współcześnie przez Tadeusza Woźniaka. W styczniu 2014 Filmoteka Narodowa opublikowała dzieło na dyskach DVD.